# Ilastik
 (juin 2023).
La mise en forme du texte ne suit pas les recommandations de Wikipédia : il faut le « wikifier ».
Les points d'amélioration suivants sont les cas les plus fréquents. Le détail des points à revoir est peut-être précisé sur la page de discussion.
- Les titres sont pré-formatés par le logiciel. Ils ne sont ni en capitales, ni en gras.
- Le texte ne doit pas être écrit en capitales (les noms de famille non plus), ni en gras, ni en italique, ni en « petit »…
- Le gras n'est utilisé que pour surligner le titre de l'article dans l'introduction, une seule fois.
- L'italique est rarement utilisé : mots en langue étrangère, titres d'œuvres, noms de bateaux, etc.
- Les citations ne sont pas en italique mais en corps de texte normal. Elles sont entourées par des guillemets français : « et ».
- Les listes à puces sont à éviter, des paragraphes rédigés étant largement préférés. Les tableaux sont à réserver à la présentation de données structurées (résultats, etc.).
- Les appels de note de bas de page (petits chiffres en exposant, introduits par l'outil «  Source ») sont à placer entre la fin de phrase et le point final[comme ça].
- Les liens internes (vers d'autres articles de Wikipédia) sont à choisir avec parcimonie. Créez des liens vers des articles approfondissant le sujet. Les termes génériques sans rapport avec le sujet sont à éviter, ainsi que les répétitions de liens vers un même terme.
- Les liens externes sont à placer uniquement dans une section « Liens externes », à la fin de l'article. Ces liens sont à choisir avec parcimonie suivant les règles définies. Si un lien sert de source à l'article, son insertion dans le texte est à faire par les notes de bas de page.
- La présentation des références doit suivre les conventions bibliographiques. Il est recommandé d'utiliser les modèles {{Ouvrage}}, {{Chapitre}}, {{Article}}, {{Lien web}} et/ou {{Bibliographie}}. Le mode d'édition visuel peut mettre en forme automatiquement les références.
- Insérer une infobox (cadre d'informations à droite) n'est pas obligatoire pour parachever la mise en page.

Pour une aide détaillée, merci de consulter Aide:Wikification.
Si vous pensez que ces points ont été résolus, vous pouvez retirer ce bandeau et améliorer la mise en forme d'un autre article.
Ilastik est un logiciel open source simple et gratuit pour la classification et la segmentation d'images. Aucune expérience préalable en traitement d'images n'est requise pour exécuter le logiciel.

## Caractéristiques
Ilastik permet à l'utilisateur d'annoter un nombre arbitraire de classes dans les images à l'aide d'une interface souris. En utilisant ces annotations et les caractéristiques génériques (non linéaires) de l'image, l'utilisateur peut entraîner un classificateur de forêt d'arbres décisionnels. Ilastik possède un module CellProfiler qui permet d'utiliser les classificateurs d'Ilastik pour traiter les images dans le cadre de CellProfiler.

## Histoire
Ilastik a été lancé en 2011 par des scientifiques du Heidelberg Collaboratory for Image Processing (HCI), de l'université de Heidelberg.

## Application
- La boîte à outils pour l'apprentissage interactif et la segmentation
- Carving [2],[3]
- Classification cellulaire et neurale [4]
- Détection des synapses
- Suivi des cellules [5]

## Ressources
Le projet Ilastik est hébergé sur GitHub. Il s'agit d'un projet collaboratif, toutes les contributions telles que les commentaires, les rapports et les corrections de bogues, ou les contributions au code sont les bienvenues.